# Пунськ
Пунськ (пол. Puńsk) — село в Польщі, у гміні Пунськ Сейненського повіту Підляського воєводства.
Населення — 1336 осіб (2011).
У 1975-1998 роках село належало до Сувальського воєводства.

## Демографія
Демографічна структура станом на 31 березня 2011 року:
|          | Загалом | Допрацездатний вік | Працездатний вік | Постпрацездатний вік |
| -------- | ------- | ------------------ | ---------------- | -------------------- |
| Чоловіки | 649     | 128                | 445              | 76                   |
| Жінки    | 687     | 138                | 414              | 135                  |
| Разом    | 1336    | 266                | 859              | 211                  |